# Tour des Flandres 1962
Le Tour des Flandres 1962 est la 46e édition du Tour des Flandres. La course a lieu le 1er avril 1962, avec un départ à Gand et une arrivée à Gentbrugge sur un parcours de 256 kilomètres.
Le vainqueur final est le coureur belge Rik Van Looy, qui s’impose en solitaire à Gentbrugge. Les Belges Michel Van Aerde et Norbert Kerckhove complètent le podium.

## Classement final
|    | Coureur           | Pays        | Équipe                           | Temps           |
| -- | ----------------- | ----------- | -------------------------------- | --------------- |
| 1  | Rik Van Looy      | Belgique    | Flandria-Faema-Clement           | 6 h 39 min 56 s |
| 2  | Michel Van Aerde  | Belgique    | Carpano                          | + 9 s           |
| 3  | Norbert Kerckhove | Belgique    | Dr Mann                          | m. t.           |
| 4  | Noël Foré         | Belgique    | Flandria-Faema-Clement           | m. t.           |
| 5  | Tom Simpson       | Royaume-Uni | Gitane-Leroux                    | m. t.           |
| 6  | Jef Planckaert    | Belgique    | Flandria-Faema-Clement           | + 12 s          |
| 7  | Willy Vannitsen   | Belgique    | Wiels-Groene Leeuw               | + 4 min 08 s    |
| 8  | Michel Stolker    | Pays-Bas    | Saint Raphael-Helyett-Hutchinson | m. t.           |
| 9  | Edgard Sorgeloos  | Belgique    | Flandria-Faema-Clement           | m. t.           |
| 10 | Jos Wouters       | Belgique    | Solo-Van Steenbergen             | + 4 min 25 s    |